# Vox (スペインの政党)
Vox（ラテン語: Vox、「声」を意味する）は、スペインの政党。しばしばVOXと表記される。国民党(PP)の元党員らが中心となって、2013年12月17日に設立された。党首はサンティアゴ・アバスカル。

## 歴史
2018年にはアンダルシア州議会選挙では、第5位となる10.97%の得票を得て、109議席中12議席を獲得した。1975年にフランシスコ・フランコ総統が死去して民主化して以降、スペインで極右政党が議席を得るのは初めてである。2019年4月28日の2019年4月スペイン議会総選挙では、第5位となる10.26%の得票を得て、350議席中24議席を獲得した。国会で初めて議席を獲得した。また同年11月10日に行われた再選挙では52議席と前回の倍以上を獲得し、第3党に躍進している。
2019年4月に党の公式Twitterアカウントが投稿した画像において、LGBTを倒すべきお化けとして描写した。しかしLGBT当事者によりゲイ・プライドのアイコンとして使用されるようになり、インターネット・ミームに発展した。また、元の画像が映画「ロード・オブ・ザ・リング」の1シーンからの無断転用であったため、権利者であるワーナー・ブラザースがTwitter上で作品の政治的な利用を控えるように忠告した。

## 政策
不法移民の受け入れやカタルーニャ州の独立に反対の立場を取る。
カタルーニャ州の自治権の剥奪や、キム・トーラカタルーニャ州首相の逮捕、同性婚の廃止、保護貿易の重視、農村部や伝統的行事である闘牛の活性化などを主な目標として掲げている。

## 選挙結果

### スペイン下院
| スペイン下院議員選挙 | スペイン下院議員選挙 | スペイン下院議員選挙 | スペイン下院議員選挙 | スペイン下院議員選挙 | スペイン下院議員選挙     |
| 選挙                 | 議席数               | 得票数               | 得票率               | 地位                 | 党首                     |
| -------------------- | -------------------- | -------------------- | -------------------- | -------------------- | ------------------------ |
| 2015                 | 0 / 350              | 58,114 (15位)        | 0.23 %               | なし                 | サンティアゴ・アバスカル |
| 2016                 | 0 / 350              | 47,182 (13位)        | 0.20 %               | なし                 | サンティアゴ・アバスカル |
| 2019/04              | 24 / 350             | 2,654,200 (5位)      | 10.3 %               | 野党                 | サンティアゴ・アバスカル |
| 2019/11              | 52 / 350             | 3,639,772 (3位)      | 15.1 %               | 野党                 | サンティアゴ・アバスカル |

### 欧州議会
| 欧州議会議員選挙 | 欧州議会議員選挙 | 欧州議会議員選挙 | 欧州議会議員選挙 |
| 選挙             | 議席数           | 得票数           | 得票率           |
| ---------------- | ---------------- | ---------------- | ---------------- |
| 2014             | 0 / 54           | 246,833 (11位)   | 1.57 %           |
| 2019             | 3 / 54           | 1,393,684 (5位)  | 6.2 %            |